# Phyllodromica isolata
Phyllodromica isolata är en kackerlacksart som beskrevs av Bohn 1999. Phyllodromica isolata ingår i släktet Phyllodromica och familjen småkackerlackor.
Artens utbredningsområde är Frankrike. Inga underarter finns listade i Catalogue of Life.